# جرج ماستراس
 جرج ماستراس  (به انگلیسی: George Mastras) نویسنده، نمایشنامه نویس، کارگردان و تهیه‌کننده آمریکایی‌ست. یکی از کارهای شاخص وی همکاری با مجموعه سریال بریکینگ بد برای هر پنج فصل آن است.